# Paecilaema gigas
Paecilaema gigas is een hooiwagen uit de familie Cosmetidae.